# Aetideus arcuatus
Aetideus arcuatus is een eenoogkreeftjessoort uit de familie van de Aetideidae. De wetenschappelijke naam van de soort is voor het eerst geldig gepubliceerd in 1949 door Vervoort.